# Ševčíkovo–Lhotského kvarteto

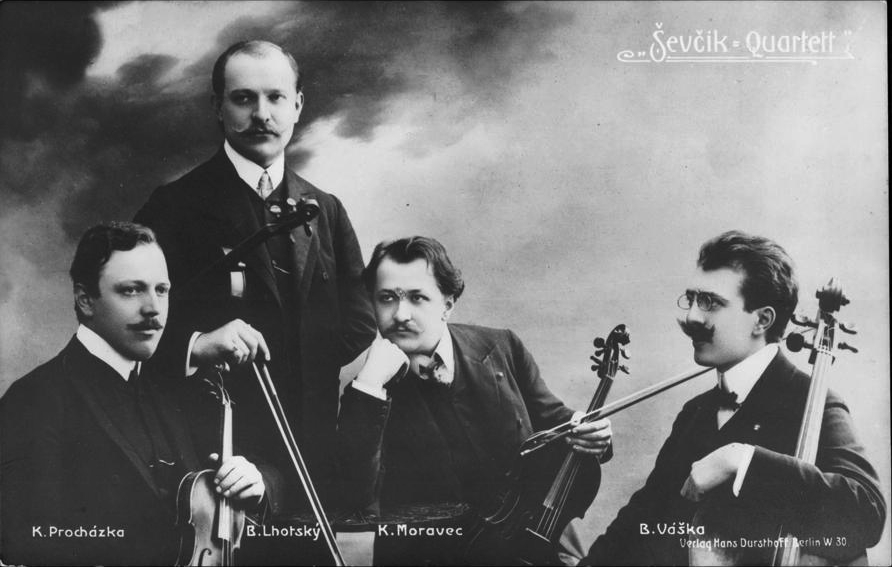
Ševčíkovo kvarteto

Ševčíkovo-Lhotského kvarteto bylo známé hudební uskupení původně založené jako Ševčíkovo kvarteto ve Varšavě roku 1903. Kvarteto působilo do 30. let 20. století.

## Členové
Zakládající členové kvarteta:
- 1. housle: Bohuslav Lhotský
- 2. housle: Karel Procházka
- Viola: Karel Moravec
- Violoncello: Bedřich Váška (do roku 1911), následován Ladislavem Zelenkou (do roku 1914) a Antoniem Fingerlandem

## Vznik
Bohuslav Lhotský, Karel Procházka a Karel Moravec byli žáky významného houslového pedagoga Otakara Ševčíka (narozeného 1852), který v letech 1892 až 1901 vedl Pražskou konzervatoř. Mistrova metoda byla založena na systému půltónů, kdy prsty na všech strunách zůstávaly při cvičení techniky stále ve stejné vzdálenosti. To vedlo k jistotě, přesnosti a ladnosti provedení. Ševčíkovi studenti následovali příkladu jeho úspěšného žáka Jana Kubelíka a v hojných počtech se sjížděli do jeho působiště v Písku. Kvarteto bylo pozdější obdobou Českého kvarteta, které bylo o dekádu dříve založeno čtyřmi žáky pražského učitele na cello  profesora Hanuše Wihana.

## Nahrávky
(jako 'Ševčíkovo-Lhotského kvarteto')
- Dvořák: Smyčcový kvartet F dur op. 94 (HMV 78rpm European issue, AN 332-334).
- Smetana: Smyčcový kvartet č. 1 E moll (HMV 78 rpm European issue, AN 326-329).
- Glazunov: Smyčcový kvartet č. 4 A moll op. 64 (HMV 78rpm, European, AN 339).
- Borodin: Smyčcový kvartet č. 2, Nokturno (HMV 78rpm, European, AN 339).